# Llàntia romana

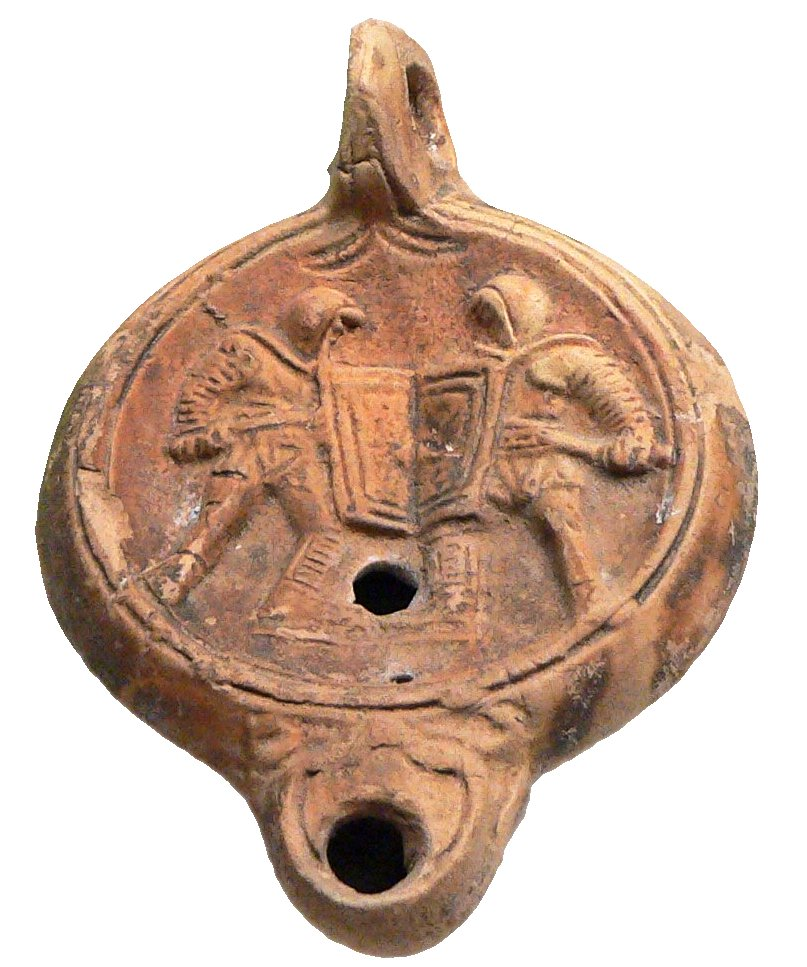
Llàntia romana decorada amb dos gladiadors provocatores lluitant

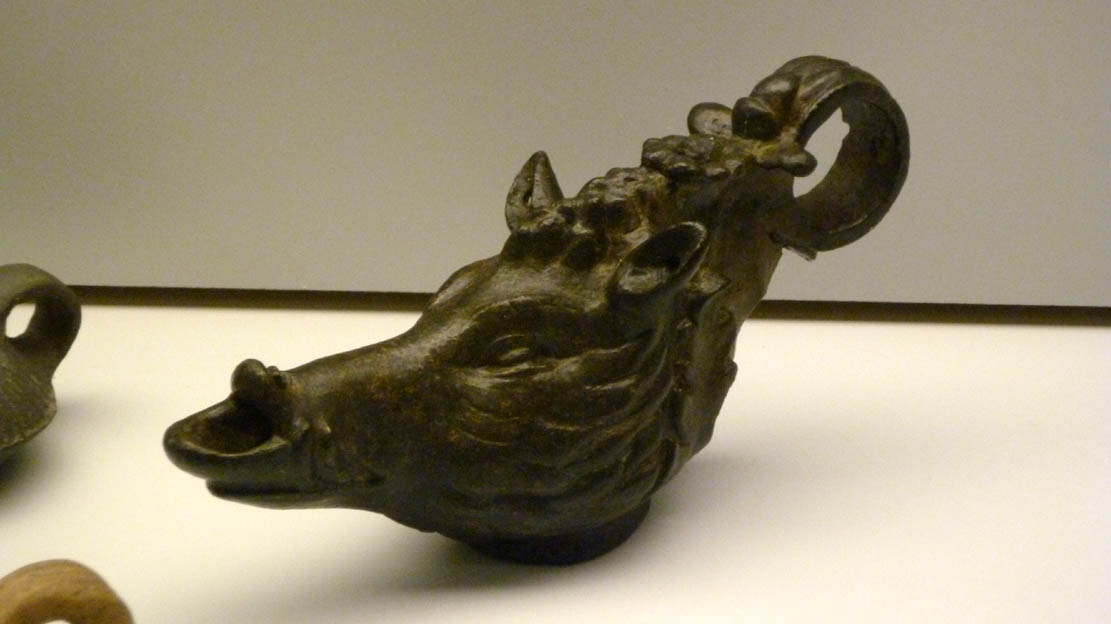
Llàntia romana trobada a Llorca

Les llànties eren petits utensilis, fets de pedra o de terracota, usats des de la prehistòria encara que van ser els antics romans qui en van explotar la producció en massa i les van fer servir de forma general per tenir llum artificial. Les llànties romanes (anomenades lucernae en llatí) eren alimentades amb oli d'oliva i podien tenir des d'un ble fins a una dotzena. Algunes tenien nanses, per la qual cosa podien ser dutes d'una habitació a una altra, i també podien ser portades per actors en les obres teatrals o pels participants en activitats rituals.
Tant els grecs com els romans feien servir espelmes, però en època imperial les candeles havien quedat confinades a les cases dels pobres i a molts habitatges s'usaven llums d'oli o lucernae. Aquestes llànties estaven decorades amb escenes eròtiques, gladiadors, motius mitològics o patrons florals. Les lucernae es van fer molt populars, ja que es podien col·leccionar i eren relativament barates. Les llànties es fabricaven industrialment en grans quantitats, usant motlles en comptes de les habituals tècniques artesanals. Com a resultat d'aquesta manufactura ràpida i barata, se'n poden admirar uns quants milers d'exemples escampats per museus d'arreu del món. La majoria de les llànties eren fetes de terracota, però també n'hi havia un bon nombre de bronze.
Les lucernae són un registre material molt recurrent durant les excavacions arqueològiques a causa de la seva abundància en els jaciments (sobretot d'època romana i medieval) i per la gran informació que aporten a l'estudi arqueològic.
El dipòsit de combustible de la lucerna s'anomena infundibulum. La coberta es denominava discus, solia tenir forma còncava per permetre omplir-la millor d'oli i generalment estava decorada. El rostrum era l'extensió de l'infundibulum cap endavant, una mena de bec on es col·locava el ble o ellychnium. A l'altre costat es trobava la nansa per al seu transport (ansa).